# 塔碼吉山嘉
塔碼吉山嘉是17世紀台灣西拉雅族信仰的南方天空之神，西拉雅十三神之一，負責造人與掌理雨水。其妻帖卡露帕達為東方天空之神之一，負責掌理穀物蔬果。